# 兵庫県道520号大沢岩野辺線
兵庫県道520号大沢岩野辺線（ひょうごけんどう520ごう おおさわいわのべせん）は、兵庫県宍粟市を通る一般県道である。

## 概要
宍粟市山崎町小茅野（こがいの）から宍粟市千種町岩野辺に至る。
とりがたわ道路の供用開始に伴い国道429号の路線が変更される際、その旧道のうち当路線との交点からとりがたわ道路との交点までの区間を編入するため、2008年（平成20年）8月1日兵庫県告示第796号により起点を変更するとともに路線名を変更し、同年11月11日兵庫県告示1,120号により旧国道429号の一部を編入した。

### 路線データ
- 起点：宍粟市山崎町小茅野（千種町交差点、兵庫県道154号千種新宮線交点）
- 終点：宍粟市千種町岩野辺（国道429号交点、兵庫県道429号岩野辺山崎線起点）
- 総延長：7.665 km
- 通行不能区間：宍粟市山崎町小茅野 - 宍粟市千種町鷹巣

補償交渉、保安林解除等の処理および千種町側区間の概成工事が完了しており、今後山崎町側の工事が開始される予定。通行不能解消までにはしばらく時間がかかる。

## 歴史
- 2008年（平成20年）
  - 8月1日 - 兵庫県告示第796号により起点を変更するとともに路線名を兵庫県道520号大沢内海（うつのみ）線から大沢岩野辺線に変更。
  - 11月11日 - 兵庫県告示1,120号により旧国道429号の一部を編入。

## 路線状況

### 重複区間
- 兵庫県道429号岩野辺山崎線（宍粟市千種町岩野辺）

## 地理

### 通過する自治体
- 兵庫県
  - 宍粟市

### 交差する道路
| 交差する道路                                     | 交差する場所             | 交差する場所        |
| ------------------------------------------------ | ------------------------ | ------------------- |
| 兵庫県道154号千種新宮線                          | 山崎町小茅野（こがいの） | 千種町交差点 / 起点 |
| 通行不能区間                                     |                          |                     |
| 兵庫県道429号岩野辺山崎線 重複区間起点           | 千種町岩野辺             |                     |
| 国道429号 兵庫県道429号岩野辺山崎線 重複区間終点 | 千種町岩野辺             | 終点                |

### 沿線
- 紅葉橋
- 千草カントリークラブ